# اختبار تشيرماك هيرينغ
اختبار تشيرماك هيرينغ (بالإنجليزية: Czermak-Hering test)‏ هو مناورة للعصب الحائر تتكون من تطبيق ضغط خارجي بالاصبع على الجيب السباتي. يتم إجراء الاختبار في السرير ببزل ضغط معتدل بالأصابع، مرارا وتكرارا لتدليك الشريان السباتي الأيمن والأيسر.